# Plectranthus equisetiformis
Plectranthus equisetiformis là một loài thực vật có hoa trong họ Hoa môi. Loài này được (E.A.Bruce) Launert miêu tả khoa học đầu tiên năm 1968.